# عبدالمجید زنگویی
عبدالمجید زنگویی (زادهٔ ۱۳۱۶، بوشهر)، شاعر، نویسنده پژوهشگر و ناشر بوشهری است.
زنگویی زادهٔ ۱۳۱۶ (بندر بوشهر) است. وی به سال ۱۳۳۹ لیسانس ادبیات فارسی را از دانشگاه شیراز اخذ کرد، سپس سه سال بعد به استخدام دادگستری درآمد و به سال ۱۳۷۸ بازنشسته شد. وی یکی از بزرگترین و باسابقه‌ترین گردآورندگان اشعار کلاسیک و معاصر بوشهر می‌باشد و تا کنون کتابهای متعددی دربارهٔ شاعران بوشهری و اشعارشان منتشر کرده‌است. وی همچنین از جمله بزرگترین فایزشناسان ایران به‌شمار می‌رود و متن انتقادی دیوان اشعار فایز را برای اولین بار منتشر کرده‌است. زنگویی خود شاعر می‌باشد و صاحب چندین دفتر شعر است.

## آثار
آثار تألیفی و کتابهای شعری زنگویی:
- «ترانه‌های فایز»
- مجموعهٔ چند جلدی «شعر دشتی و دشتستان»
- «بومی سرایی در استان بوشهر»
- «دو سده رباعی در بوشهر»
- «شب قطبی» (کتاب شعر)
- «از قبیلهٔ عیاران» (کتاب شعر)